# Dekanat Kijów
Dekanat Kijów – jeden z 11 dekanatów katolickich w diecezji kijowsko-żytomierskiej na Ukrainie.

## Parafie
- Bezpieczna – Parafia św. Isydora
- Biała Cerkiew – Parafia św. Jana Chrzciciela
- Boryspol –  Parafia Przemienienia Pańskiego
- Bojarka – Parafia Ducha Świętego
- Browary – Parafia Matki Bożej Nieustającej Pomocy
- Czernihów – Kościół (w budowie) Ducha Świętego
- Fastów – Parafia Podwyższenia Krzyża Pańskiego
- Irpień – Parafia św. Teresy od Dzieciątka Jezus
- Kijów – Chrystusa – Parafia Chrystusa Króla Wszechświata
- Kijów – konkatedra – Kościół konkatedralny św. Aleksandra
- Kijów – Mikołaja – Parafia św. Mikołaja
- Kijów – N.M.P. – Parafia Najświętszej Maryi Panny Matki Kościoła
- Kijów – Podwyższenia – Parafia Podwyższenia Krzyża Pańskiego
- Kijów – Wniebowzięcia – Parafia Wniebowzięcia Najświętszej Maryi Panny
- Niżyn – Parafia św. Ap. Piotra i Pawła
- Obuchów – Parafia Trójcy Przenajświętszej
- Oliwa – Parafia św. Michała Archanioła
- Piaskówka (Teterów) – Parafia św. Józefa
- Raska – Parafia Zmartwychwstania Jezusa Chrystusa
- Skwira – Parafia św. Jana Nepomucena
- Sławutycz – Parafia Świętych Aniołów Stróży
- Taraszcza – Parafia